# La tela dell'assassino
La tela dell'assassino (Twisted) è un film del 2004 diretto da Philip Kaufman.

## Trama
Jessica Shepard, una poliziotta con un difficile passato alle spalle (i genitori sono stati uccisi) e con il vizio dell'alcool e abituata a cambiare partner con estrema facilità,  per le sue capacità viene promossa a ispettore ed entra a far parte della squadra omicidi della polizia di San Francisco. Il suo primo caso riguarda un killer seriale che picchia a morte diversi uomini, abbandonando poi i cadaveri in acqua e lasciando come firma una bruciatura di sigaretta sul dorso della mano di ciascuna vittima.
La situazione è complicata dal fatto che gli omicidi sembrano direttamente collegati a Jessica: si scopre, infatti, che la ragazza è stata a letto con tutti gli uomini uccisi. Ad aiutarla vi sono il protettivo commissario John Mills, mentore e tutore di Jessica dopo la morte dei genitori, nonché ex collega del padre, lo psicologo Melvin Frank e il collega Delmarco che è attratto dalla ragazza. Il commissario Mills é talmente protettivo che, anche quando Jessica è incapace di fornire il benché minimo alibi per tutti gli omicidi nei quali è coinvolta, ne ordina il rilascio, adducendo a favore della sua innocenza una prova laboratoriale, dalla quale emerge che nel sangue della ragazza sono state trovate tracce di Roipnol, un potente ipnotico che inibisce l'azione.
Esclusa Jessica dalla lista dei sospettati, i sospetti di Mills portano a Delmarco. Il commissario, con Jessica al seguito, decide allora di fare irruzione in casa sua per incastrarlo; tuttavia, avviene un capovolgimento della situazione che mette in pericolo la stessa Jessica.
Si scopre che è proprio l'integerrimo e insospettabile Mills ad aver compiuto gli efferati omicidi per insegnare a Jessica come diventare un ottimo poliziotto e a sconvolgerla a tal punto da farle pensare di essere veramente lei un serial killer inconsapevole di quello che compie perché sotto l'effetto del vino. È proprio Mills, che alla fine muore, ad aver ideato la tela dell'assassino.

## Produzione e distribuzione
Girato completamente a San Francisco, è stato distribuito negli Stati Uniti il 27 febbraio 2004; in Italia è uscito nelle sale cinematografiche il 26 novembre 2004.
Il film ha ricevuto ovunque recensioni e commenti negativi; gli incassi sono stati stimati sui 41 milioni di dollari, ben sotto il budget di produzione di 50 milioni di dollari.